# Stad & Lande

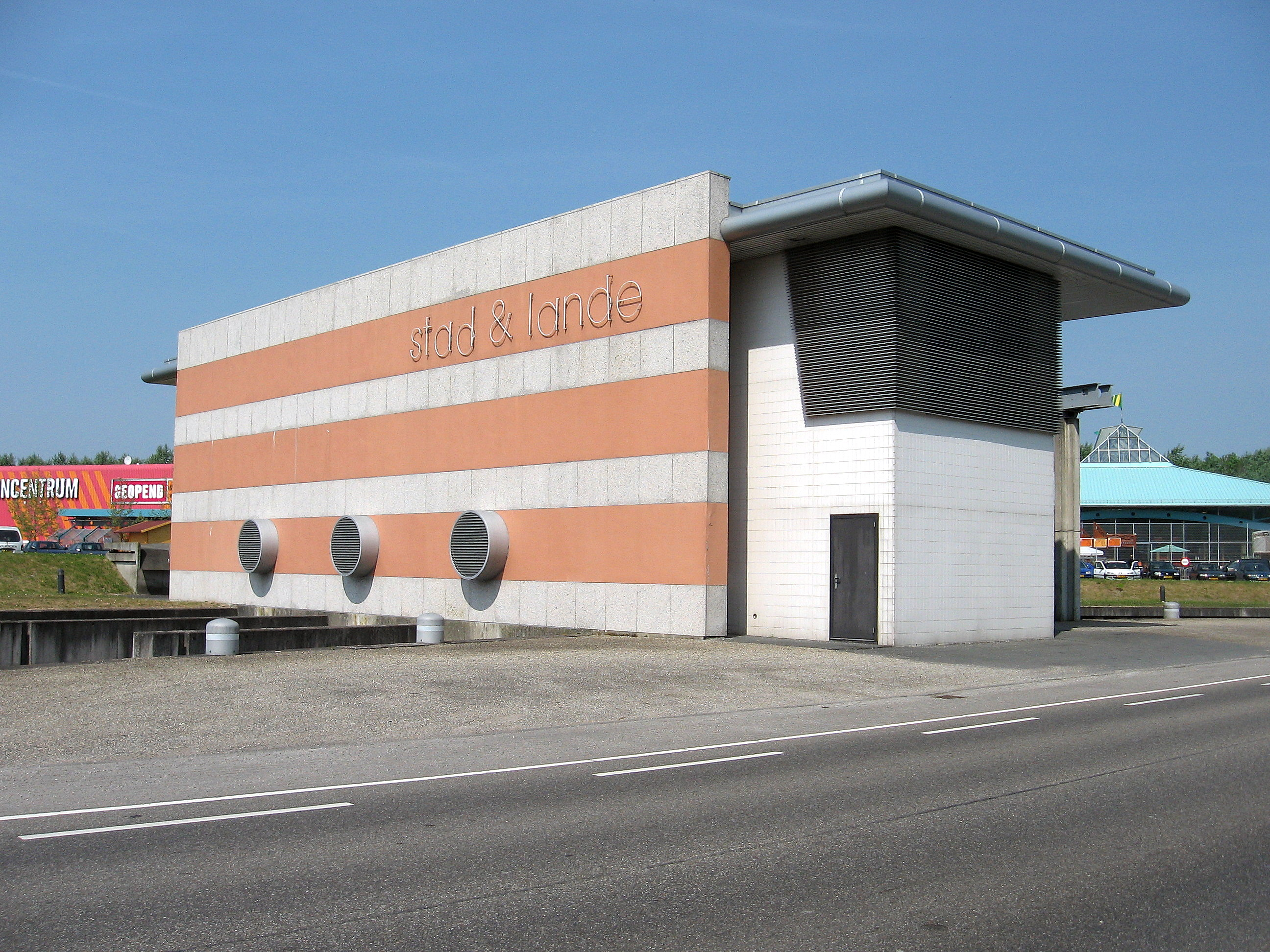
Gemaal Stad & Lande

Het gemaal Stad & Lande, gelegen in het Boterdiep bij de stad-Groninger wijk Beijum is een gemaal om de gevolgen van de bodemdaling door de winning van aardgas te compenseren.
Het dankt zijn naam aan het feit dat het op de grens van de stad Groningen en het land (de Ommelanden) ligt. De naam is ook een herinnering aan het voormalige café Stad en Lande in het dichtbijgelegen Noorderhoogebrug, waarvan de gelagkamer in de (voormalige) gemeente Noorddijk lag en het woongedeelte in de (toenmalige) gemeente Groningen. Dus letterlijk in de stad en op het land.
Aan de zuidkant (de stadskant) heeft het een hoge muur met in neon-letters de naam - deze kant symboliseert de stad. De noordzijde bestaat uit glas, als symbool voor het open land. Het gemaal is opgeleverd in 1995, maar is pas in 2007 in gebruik genomen, door de vertragingen bij de bouw van het gemaal Schaphalsterzijl (beide gemalen zullen hetzelfde gebied bemalen). Naast het gemaal ligt een schutsluis.
Abelstok · De Drie Delfzijlen · Den Deel · Loppersum · Schaphalsterzijl · Stad & Lande · Tilburg
bodemdaling · gemaal